# Червона лінія 7000
«Червона лінія 7000» (англ. Red Line 7000) — спортивна драма режисера Говарда Гоукса, яка вийшла у 1965 році.

## Сюжет
Гоночна команда, якою керує Пат Казарян, розпочинає сезон з двома водіями, Майком Маршем та Джимом Ломісом, але аварія на Дейтоні призводить до смерті Джима. Його подруга Голлі Макгрегор приїжджає надто пізно на гонку і відчуває себе винною за те, що не була там.

## У ролях
- Джеймс Каан — Майк
- Лора Девон — Джулі
- Гейл Гайр — Голлі
- Шарлін Голт — Лінді
- Маріанна Хілл — Габріель
- Джордж Такеї — Като
- Норман Олден — Пат Казарян